# Florival
Florival (Florigeravallis : vale das flores) é o outro nome do vale do Lauch, situado no lado alsaciano do maciço dos Vosges, no departamento do Haut-Rhin, na França.
No Florival encontram-se as comunas de Guebwiller, Buhl, Lautenbach/Schweighouse, Lautenbach-Zell/Sengern e Linthal, sem esquecer Murbach, que se situa em um pequeno vale anexo.